# رومانی کریچلو

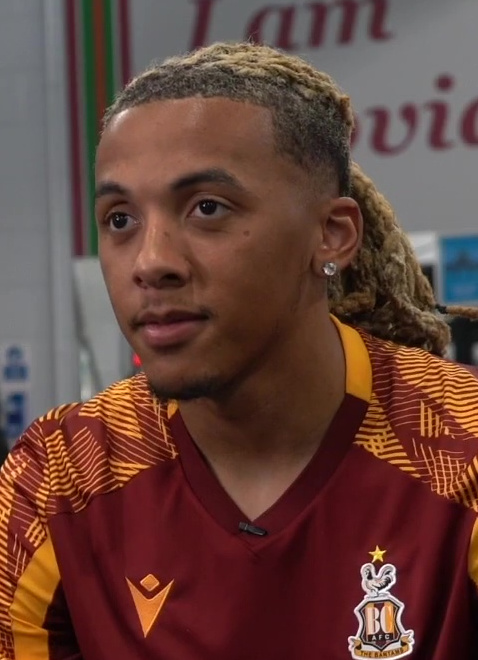
کریچلو حین انجام مصحابه خبری

رومانی کریچلو (انگلیسی: Romoney Crichlow؛ زادهٔ ۳ ژوئن ۱۹۹۹) بازیکن فوتبال است.